# Paralastor tricolor
Paralastor tricolor är en stekelart som beskrevs av Perkins 1914. Paralastor tricolor ingår i släktet Paralastor och familjen Eumenidae. Inga underarter finns listade i Catalogue of Life.